# Ron Klipstein
Ronald Alexander Klipstein (Arnhem, 11 december 1945 - Den Haag, 11 februari 2015) was een Nederlands televisieregisseur, cabaretier en humanistisch raadsman.

## Leven en werk
Klipstein, die voorbestemd was de textielhandel in te gaan, haakte af en koos voor een andere weg. Hij was onder andere werkzaam als voorlichter bij de Nationale Raad voor Maatschappelijk Welzijn.
Klipstein volgde in de jaren zestig een cursus regie bij de KRO en was onder andere betrokken bij de televisieserie M’n broer en ik.
Hij werkte vanaf 1968 enige tijd samen met de actrice en zangeres Dinny Noach met wie hij in 1969 een televisieprogramma maakte.
Ron Klipstein kreeg grote bekendheid door zijn samenwerking met Simon Hammelburg. Als het duo Klipstein & Hammelburg begonnen zij aan het eind van de jaren zestig met het schrijven van cabaretliedjes. Zij werkten veel voor de radio, traden op voor de televisie en brachten theaterprogramma's.
In de tweede helft van de jaren zeventig trad Simon Hammelburg in dienst bij AVRO's Radiojournaal. Dit betekende een eind van de reguliere theatervoorstellingen. Het duo vond elkaar nog veelvuldig in radiostudio's totdat Simon Hammelburg begin jaren tachtig naar New York vertrok als correspondent. 
Klipstein werd in september 1969 directeur van het Joods Cultureel Centrum Beth Ami in Amsterdam. Door een optreden voor het Humanistisch Verbond in 1976 raakte Klipstein geïnteresseerd in het humanisme en werd hij later actief als humanistisch raadsman.

## Discografie
- Op ’n avond als deze / M’n buurvrouw (als De Ronaldos), single, 1972.
- Luister nog even (vertaling van Gute Nacht, Freunde) / Israël, single, 1972.
- Moedertje tippel niet meer / M’n tweede ik, single, 1972.
- Shalom from Holland, muziekcassette en VHS-video, 1991.